# 마이클 벨

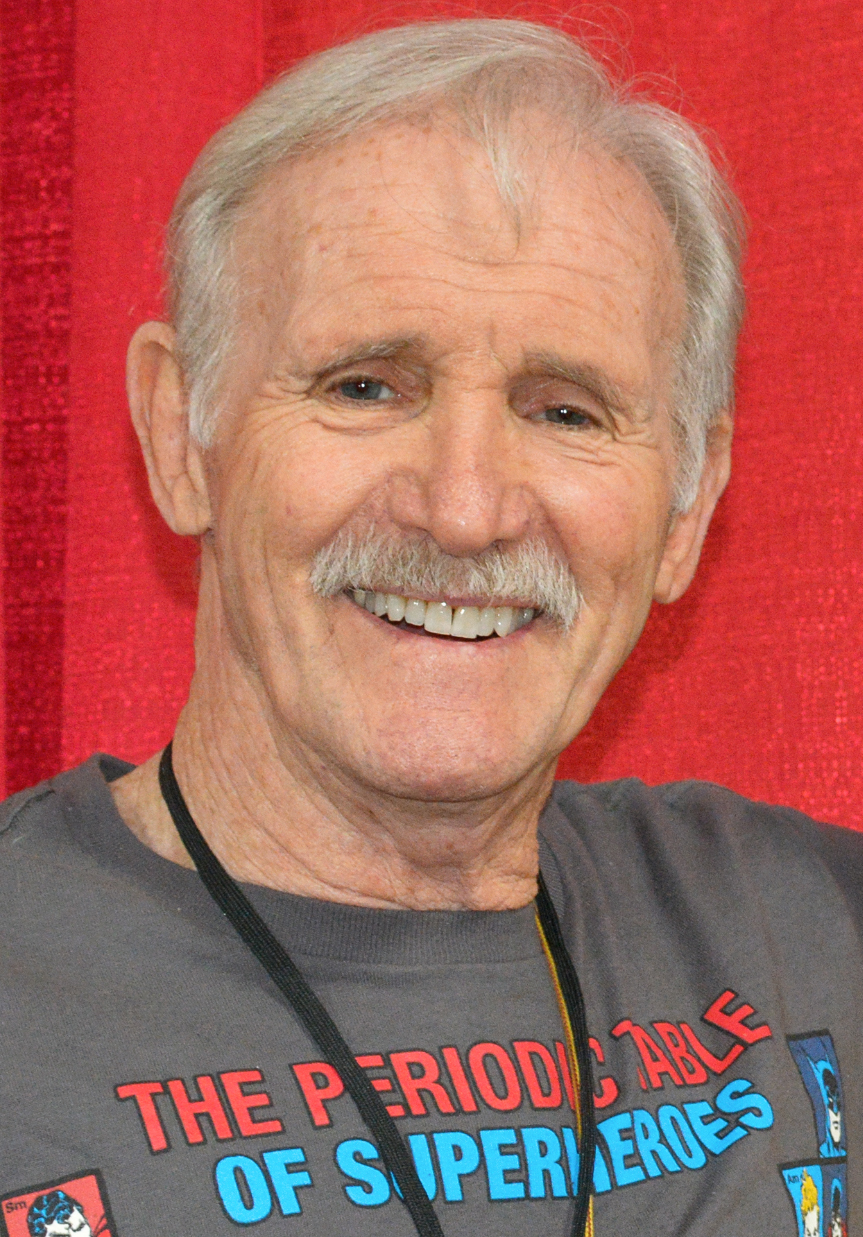

마이클 벨(Michael Bell, 1938년 7월 30일 ~ )은 미국의 성우, 영화 감독, 배우, 운동가, 발명가이다.
브루클린에서 태어났다.

## 출연 작품
- 래쳇 & 크랭크 퓨쳐: 어 크랙 인 타임 (2009년)
- 노오 (2008년)
- 네 엄마가 동물들을 죽였다 (2007, Your Mommy Kills Animals) - 다큐멘터리
- 블러드 Vs. 울프 (2006년)
- 게이머스 (2006년)
- 야!러그래츠: 무인도 대모험 (2003년)
- 24 아워 인 런던 (2000년)
- 앨빈과 프랑켄슈타인 (1999년)
- 야러그래츠 (1998년)
- 악녀와 바람둥이 (1996년)
- 붉은 돼지 (1992년)
- 톰과 제리 (1992년)
- 프라이드 오브 더 엑스맨 (1989년)
- C.H.U.D. II - 버드 더 추드 (1989년)
- 리틀 네모 (1989년)
- 지.아이.조: 더 무비 (1987년)
- 트랜스포머 더 무비 (1986년) - 프라울/스크랩퍼/스우프/정키온/붐쉘 역 (애니메이션)
- 지.아이. 조 - 1985년 시리즈 (1985년)
- 위험한 열차 (1977년)
- 죽음의 묵시록 (1971년)
- 포인트 블랭크 (1967년) - 펜트하우스 경비원 역

### 텔레비전
- 아이언사이드 (1970-74)
- 샌프란시스코 수사반 (1975-77)
- 미녀 삼총사 (1976-77)
- 댈러스 (1980-81, 1991)
- 개구쟁이 스머프 (1981-89) - 애니메이션
- Spider-Man and His Amazing Friends (1983) - 애니메이션
- 트랜스포머 (1984-87) - 애니메이션
- 스타 트렉: 더 넥스트 제너레이션 (1987)
- 슈퍼맨 - 88년 만화영화 시리즈 (1988) - 렉스 루터 역 (애니메이션)
- 오리 형사 다크 (1991, Darkwing Duck) - 애니메이션
- 러그래츠 (1991-2004) - 애니메이션
- 더 배트맨 (2004-06) - 애니메이션